# ایگور پولیاکوف
ایگور پولیاکوف (روسی: Игорь Николаевич Поляков؛ ۱۵ ژوئیهٔ ۱۹۱۲ – ۱۶ مهٔ ۲۰۰۸) اهل اتحاد جماهیر شوروی سوسیالیستی بود.